# ワクガイ!!
「ワクガイ!!」は、福山芳樹の2枚目のシングル。2008年5月28日にジェネオンエンタテインメントから発売された。

## 概要
前作「真赤な誓い」から約1年半ぶりのリリースとなるシングル。表題曲「ワクガイ!!」は、テレビアニメ『仮面のメイドガイ』のエンディングテーマに起用された。

## 収録曲
1. ワクガイ!! [5:01]
作詞：三重野瞳、作曲・編曲：福山芳樹・F-BAND
  - テレビアニメ『仮面のメイドガイ』エンディングテーマ

当初は原作に影響されてカッコイイ曲を2曲作ったものの、全て没にされた。当時の福山はJAM Projectやマクロスシリーズのライブなどで多忙を極めており、後者に参加していたF-BANDと共に楽曲の制作に取り組んだ。
制作パートは、福山がイントロ、ベースがサビ、キーボードが間奏を担当している。当初は全員分を載せたかったが、スタッフから「長い」と思われたため、表記を福山芳樹+F-BANDにした。
また福山は、コガラシが大柄な男のため、通常では考えられないようなバカバカしい曲を作ったとも語っている。なお中間部では静かな曲調が現れるが、これはアニメ用として組み込んだもので、本来はリフ調の曲を置く予定で制作しており、F-BAND全体からもアップテンポにした方が良いとの理由から反対意見が出ていた。そのためリリースまでにはリフに直すつもりでいたが、エンディング映像を見て悪くないと考えたため、静かな曲調でリリースする事に決めた。
2. 複眼 [7:47]
作詞：福山恭子、作曲・編曲：福山芳樹
演奏時間が7分47秒と長大な楽曲。当初は短い曲で、モチーフもインパクトの強いものを膨らませる筈だった。その後新しい楽曲が閃き、作詞担当の福山恭子との二人三脚で制作していたが、福山が鎖骨を骨折した事で長大な楽曲が思い浮かんだという、いわば怪我の功名により生まれた楽曲。完治後はほぼ徹夜でになるように仕上げたという。
3. ワクガイ!!（Instrumental）
4. 複眼（Instrumental）